# 21743 Michaelsegal
21743 Michaelsegal este un asteroid din centura principală de asteroizi.

## Descriere
21743 Michaelsegal este un asteroid din centura principală de asteroizi. A fost descoperit pe 9 septembrie 1999 la Socorro, New Mexico, în cadrul proiectului LINEAR. Asteroidul prezintă o orbită caracterizată de o semiaxă mare de 2,59 ua, o excentricitate de 0,05 și o înclinație de 5,8° în raport cu ecliptica.